# Olga Choukaïlo
Olga Aleksandrovna Choukaïlo (en russe : Ольга Александровна Шукайло) est une joueuse de volley-ball russe née le 26 octobre 1991 à Oust-Kout. Elle mesure 1,84 m et joue au poste de réceptionneuse-attaquante. 

## Clubs
| Club                    | De        | À         |
| ----------------------- | --------- | --------- |
| Aouroum Khabarovsk      | 2006-2007 | 2008-2009 |
| Samorodok Khabarovsk    | 2009-2010 | 2011-2012 |
| Severstal Tcherepovets  | 2012-2013 | 2012-2013 |
| Khara Morin             | 2013-2014 | 2013-2014 |
| VK Primorotchka         | 2014-2015 | 2014-2015 |
| VK Severianka           | 2015-2016 | 2016-2017 |
| Hapoël Ironi Kiryat Ata | 2017-2018 | 2017-2018 |
| VK Toulitsa Toula       | 2018-2019 | …         |

## Palmarès

### Équipe nationale
- Championnat d'Europe des moins de 20 ans
  - Finaliste : 2008.

### Clubs
- Championnat d'Israël
  - Finaliste : 2018.